# قائمة حقول النفط في الجزائر
هذه قائمة حقول النفط في الجزائر:

## حقل أحنيت
في 17 يناير 2010، وقعت شركة سوناطراك الحكومية الجزائرية وتحالفا تقوده شركة توتال الفرنسية عقد لمجموعة استثمارات تصل قيمتها إلى ملياري دولار لتطوير واستغلال حقل كبير أحنيت للغاز الواقع في جنوب غرب الجزائر.
وقال جيلالي تخريست المسؤول بوزارة الطاقة الجزائرية بعيد حفل توقيع العقود مع توتال وشركات أخرى تتصدرها ريبسول الإسبانية وسينوك الصينية إن عقد تطوير واستغلال حقل أحنيت -الذي تفوق مساحته 17 ألف كيلومتر مربع- سيستمر إلى 2014.
وقدرت قيمة الاستثمار الذي ستتولاه توتال وشريكاتها في الجزء الخاص بها من حقل أحنيت بما بين 1.5 مليار دولار وملياري دولار.
ويعد عقد أحنيت، الذي فاز به التحالف الذي تقوده توتال، الأهم الذي أفضت إليه جولة عطاءات طرحت نهاية عام 2009.
وقال الرئيس التنفيذي لتوتال كريستوف دو مارجري في حفل التوقيع إن شركته تأمل في تحويل الترخيص إلى قصة نجاح، وأشار إلى وجود احتياطيات كبيرة من الغاز في أحنيت.
وتقول وزارة الطاقة الجزائرية إن أعمال التنقيب في المنطقة تنبئ باحتياطيات كبيرة من الغاز الجاف. والتزمت سوناطراك، التي ستحوز حصة أغلبية في المشروع، ببناء خط أنابيب من أحنيت إلى مركز الطاقة الرئيس في البلاد في حاسي مسعود مع بدء إنتاج الغاز المتوقع أن يبدأ في 2014.

## حقلا إليزي وحاسي بير ركايز
وأشار إلى أن ريبسول وسينوك ستستثمران ما يزيد عن 150 مليون دولار في حقلي جنوب شرق ولاية إليزي (وهي ولاية تقع على مسافة 2000 كيلومتر إلى الجنوب الشرقي من الجزائر العاصمة قرب الحدود مع ليبيا)، وحاسي بير ركايز.
وتبلغ مساحة منطقة الاستغلال إليزي 15 ألف كيلومتر مربعة بينما تبلغ مساحة حاسي بير ركايز 20 ألفا.

## حقل حاسي توميات
في 27 أكتوبر 2013 أعلنت مجموعة سوناطراك الجزائرية للطاقة عن اكتشاف حقل حاسي توميات، باحتياطي يقرب من 1.3 مليار برميل. يقع الحقل على بعد 112 كم من حاسي مسعود، ولاية ورقلة. حسب تصريحات يوسف يوسفي وزير الطاقة والمناجم الجزائري، ستعتمد سوناطراك تقنيات غير تقليدية، بما في ذلك التكسير الهيدروليكي وذلك لاستخراج 50% من الاحتياطيات، علما ان التقنيات التقليدية المستعملة حتى الآن لا تسمح باستخراج إلا 10 أو 15 بالمائة من نفط الحقل. وسيتم تطوير حاسي توميات في غضون 3 إلى 4 سنوات. وستباشر سوناطراك أشغال الحفر الاختبارية لتحديد الطريقة التي سيتم بها استغلال الحقل.

## حقل المرك
حقل المرك، هو حقل نفط بولاية إيليزي، الجزائر. ويقع الحقل على بعد 350 كم من حاسي مسعود، ويبلغ احتياطي النفط بالحقل 1.2 مليار برميل.
في أكتوبر 2013 بدأ مجمع سوناطراك الجزائري وشريكه أناداركو الأمريكي بالإنتاج في حقل المرك. وتعتبر سوناطراك وأناداركو أن هذا المشروع سيساهم في رفع إنتاج حوض بركين إلى أكثر من 300.000 برميل من المحروقات يومياً، ما يجعله أهم إنتاج بعد حاسي مسعود الذي يضم 70% من احتياطي النفط بالجزائر، بحسب الموقع الإلكتروني لسوناطراك.